# Liste der Langlaufloipen in Rumänien
Die folgende Liste enthält die Langlaufloipen in Rumänien.
| Langlaufgebiet | Gebirge        | Kilometer |
| -------------- | -------------- | --------- |
| Sinaia         | Bucegi-Gebirge | 8         |
| Poiana Brașov  | Postăvarul     | 9         |